# Ilex condensata
Ilex condensata är en järneksväxtart som beskrevs av Porphir Kiril Nicolai Stepanowitsch Turczaninow. Ilex condensata ingår i släktet järnekar, och familjen järneksväxter. Inga underarter finns listade i Catalogue of Life.